# Gaston Prika
Gaston Prika dit Prika (état-civil-inconnu) est un chanteur et un acteur de théâtre et de cinéma muet français actif des années 1870 aux années 1910.

## Biographie
Malgré une longue carrière d'acteur s'étendant sur une période de près de 40 ans, on ne sait pratiquement rien de Gaston Prika dont on ignore même s'il s'agit de son véritable nom. La seule certitude que l'on ait est qu'il a habité, au moins dans les années 1910, au 4, rue Désiré-Ruggieri dans le 18e arrondissement de Paris.
Au théâtre, Prika va débuter en 1875 au théâtre de Cluny où il va rester jusqu'en 1881, avant de terminer sa carrière dans la troupe du théâtre Sarah Bernhardt jusqu'à la veille de la première guerre mondiale. Il a joué essentiellement sur des scènes parisiennes mais a également fait des tournées en province et à l'étranger (Belgique, Angleterre).
Il fera également une assez courte carrière au cinéma entre 1910 et 1912 où il fera une apparition dans plus d'une vingtaine de courts métrages muets, en particulier dans la série des Rigadin réalisée par Georges Monca au côté de Charles Prince qui en interprétait le rôle-titre.
Prika terminera sa carrière, au théâtre comme au cinéma, dans deux adaptations du roman d'Alexandre Dumas, Les trois mousquetaires : à l'écran en interprétant le personnage de Grimaud, le valet d'Athos, dans le film éponyme d'André Calmettes sur un scénario d'Henri Pouctal, et sur scène deux ans plus tard dans le rôle de Laporte, porte-manteau de la reine Anne d'Autriche, dans une reprise de la pièce que le romancier avait lui-même adapté de son œuvre en 1846.
Après ce dernier rôle, on perd définitivement sa trace. Né vraisemblablement au milieu des années 1850, il devait avoir une soixantaine d'années à l'époque.

## Carrière au théâtre
- 1875 : La Fée aux chansons, pièce en 4 actes d'Ernest Dubreuil, au théâtre de Cluny (20 octobre)
- 1875 : Les Enfants blancs, drame en 5 actes de Félicien Mallefille et Aubert d'Artigues au théâtre de Cluny (décembre)[4]
- 1880 : Les Pauvres de Paris, drame en 5 actes et 7 tableaux d'Édouard Brisebarre et Eugène Nus, au théâtre de Cluny (octobre) : Roquefeuil
- 1881 : La Bigote, comédie en 4 actes de Jules-André Davelines, au théâtre de Cluny (9 mai) : Gaston
- 1881 : La Bande des blouses blanches, vaudeville en 1 acte d'Iginio Manzoni, au théâtre Déjazet (1er juin)
- 1881 : Le Monde où l'on s'ennuie, comédie en 3 actes d'Édouard Pailleron, au Théâtre-Français de Nice (23 novembre) : Paul Raymond[5]
- 1884 : Les Mystères de l'été, de Lambert Thiboust et Alfred Delacour, au théâtre Beaumarchais (29 juin)
- 1884 : Le Télescope, comédie-bouffe en 3 actes de Jules de Gastyne et Gustave Sauger, au théâtre Déjazet (17 octobre) : Dominique[6]
- 1884 : Le Lapin, comédie-bouffe en 3 actes de Louis Battaille et Henri Feugère, au théâtre Déjazet (10 novembre) : Jean[7]
- 1885 : Le Rêve de Malitou, vaudeville en 3 actes d'Alfred Delacour et Jules de Gastyne, au théâtre Déjazet (13 janvier) : Leffaré[8]
- 1885 : La Pieuvre, pièce en 5 actes d'Ernest Morel[9], au théâtre des Nations (2 septembre) : Henri Derval[10]
- 1885 : L'Assiette au beurre, revue en 3 actes et 8 tableaux d'Henry Buguet et Eugène Bertol-Graivil[11], musique de Laurent Grillet, Émile Boussagol, Eugène Domergue[12] et Anacarsi Prestreau[13], au théâtre Beaumarchais (1er décembre) : Glaisinard
- 1886 : Louloup, comédie-bouffe en 3 actes d'Eugène Damien, au théâtre Beaumarchais (7 janvier) : Henri Valmorel
- 1887 : Le Chapeau d'un horloger, comédie en 1 acte de Delphine Gay, au Théâtre-Français de Rouen (décembre) : Rodriguez[14]
- 1887 : La Dame aux camélias, comédie en 5 actes d'Alexandre Dumas fils, au Théâtre-Français de Rouen (décembre) : Gaston Rieux
- 1888 : Les Pilules du Diable, féérie en 5 actes et 20 tableaux de Ferdinand Laloue, Anicet Bourgeois et Joseph Laurent, musique d'Amédée Artus, au Théâtre-Français de Rouen (janvier) : Babilas
- 1889 : L'Affaire Édouard, comédie-vaudeville en 3 actes de Georges Feydeau, au théâtre des Variétés (12 janvier) : Ugène
- 1889 : La Fille à Cacolet, vaudeville-opérette en 3 actes et 5 tableaux d'Henri Chivot et Alfred Duru, musique d'Edmond Audran, au théâtre des Variétés (11 juillet) : le peintre
- 1890 : Le Béjaune, folie-vaudeville en 3 actes de Paul Burani et Henri Cermoise, au théâtre des Variétés (4 mai) : Hippolyte
- 1896 : Les Mousquetaires au couvent, opéra-comique en 3 actes de Paul Ferrier et Jules Prével, musique de Louis Varney, au théâtre des Menus-Plaisirs 14 décembre) : Langlois
- 1897 : La Peur du gendarme, vaudeville-opérette en 3 actes de Paul Ferrier, musique de Jules Darien, aux Bouffes-Parisiens (21 février) : César
- 1898 : Mademoiselle Fifi, drame en 1 acte d'Oscar Méténier, d'après la nouvelle de Guy de Maupassant, au théâtre du Grand-Guignol (février)
- 1898 : La Revanche de Dupont l'Anguille, drame en 2 actes et 3 tableaux d'Oscar Méténier au théâtre du Grand-Guignol (23 novembre) : le cabaretier
- 1899 : Le Faubourg, pièce d'Abel Hermant, au théâtre du Vaudeville (23 novembre) : le maître d'hôtel
- 1900 : La Robe rouge, pièce en 4 actes d'Eugène Brieux, au théâtre du Vaudeville (15 mars) : le président de la Cour d'Assises
- 1901 : Le Bon juge, comédie en 3 actes d'Alexandre Bisson, au théâtre du Vaudeville (5 janvier) : Théodore
- 1901 : La Pente douce, comédie en 4 actes de Fernand Vandérem, au théâtre du Vaudeville (20 mars) : Amédée
- 1901 : La Course au flambeau, pièce en 4 actes de Paul Hervieu, au théâtre du Vaudeville (17 avril) : Constant. Reprise en 1903 dans le même théâtre avec Prika dans le même rôle (12 juin).
- 1901 : Sainte Galette, comédie fantaisiste en 3 actes d'Albin Valabrègue, au théâtre du Vaudeville (5 décembre) : Féroud
- 1902 : Le Voyage de monsieur Perrichon, comédie en 4 actes d'Eugène Labiche et Édouard Martin, au théâtre du Vaudeville (9 janvier) : l'aubergiste
- 1902 : Le Chat et le Chérubin, pièce chinoise en 1 acte et 3 parties de Jean Bernac, au théâtre du Vaudeville (24 avril) : Hoo-King
- 1902 : Le Masque, comédie en 3 actes d'Henry Bataille, au théâtre du Vaudeville (24 avril) : Louis
- 1902 : Sapho, pièce en 5 actes d'Alphonse Daudet et Adolphe Belot, au théâtre du Vaudeville (2 novembre) : le père Legrand
- 1903 : La Neige, pièce en 2 actes d'Henri-Gabriel Ibels et Pierre Morgand, au théâtre du Vaudeville (29 avril) : le docteur Michard
- 1903 : Heureuse, comédie en 3 actes de Maurice Hennequin et Paul Bilhaud, au théâtre du Vaudeville (6 juin) : Chastenet
- 1903 : Antoinette Sabrier, pièce en 3 actes de Romain Coolus, au théâtre du Vaudeville (22 octobre) : Louis. Reprise à l'Avenue Theatre à Londres le 18 juin 1904.
- 1904 : Frère Jacques, comédie en 4 actes d'Henry Bernstein et Pierre Veber, au théâtre du Vaudeville (6 janvier) : l'amiral
- 1904 : L'Esbrouffe, comédie en 3 actes d'Abel Hermant, au théâtre du Vaudeville (31 mars) : le père Schutz
- 1904 : La Troisième Lune, comédie en 4 actes de Paul Ferrier et Fred de Gresac, musique de Charles Cuvillier, au théâtre du Vaudeville (2 mai) : Wang
- 1904 : La Dame de chez Maxim, pièce en 3 actes de Georges Feydeau, au théâtre Trianon (14 octobre)
- 1904 : Les Dragées d'Hercule, pièce en 3 actes de Paul Bilhaud et Maurice Hennequin, au théâtre  Trianon (24 novembre)
- 1904 : Divorce impérial, pièce historique en 5 actes et 7 tableaux de Pauline Savari, au théâtre Trianon (16 décembre) : Tascher de La Pagerie[15]
- 1905 : Les Honnêtes gens, pièce en 5 actes de Charles Vayre et Étienne Garnier, au théâtre Trianon (24 octobre) : le deuxième commissaire[16]
- 1906 : La Savelli, pièce en 4 actes et 7 tableaux de Max Maurey, au théâtre Réjane (15 décembre) : le directeur de la danse
- 1910 : La Barricade (chronique de 1910), pièce en 4 actes de Paul Bourget, au théâtre du Capitole de Toulouse (12 octobre) puis au théâtre de Saint-Lô (26 novembre)[17]
- 1911 : Mademoiselle Josette, ma femme, comédie en 4 actes de Paul Gavault et Robert Charvay, au théâtre du Vaudeville (août) : Saint-Assises
- 1912 : La Maison des Temperley, pièce en 5 actes d'Arthur Conan Doyle, adaptation française d'Eugène Gugenheim, au théâtre Sarah-Bernhardt (11 juin) : Buckhorse
- 1912 : Kismet, conte arabe en 3 actes et 9 tableaux d'Edward Knoblauch, traduction de Jules Lemaître, au théâtre Sarah-Bernhardt, (18 décembre) : le geôlier Kutayt
- 1913 : La Chienne du roi, comédie en 1 acte d'Henri Lavedan, au théâtre Sarah-Bernhardt (8 février) : le greffier
- 1913 : Le Bossu, drame en 5 actes et 10 tableaux d'Anicet Bourgeois et Paul Féval, au théâtre Sarah-Bernhardt (14 novembre)
- 1913 : Jeanne Doré, pièce en 5 actes et 7 tableaux de Tristan Bernard, au théâtre Sarah-Bernhardt (16 décembre) : le garçon de bureau
- 1914 : La Dame aux camélias, drame en 5 actes d'Alexandre Dumas fils, au théâtre Sarah-Bernhardt (15 mars) et en tournée : un commissionnaire
- 1914 : Tout à coup, comédie dramatique en 3 actes de Paul et Guy de Cassagnac, au théâtre Sarah-Bernhardt (16 avril)
- 1914 : Les Trois mousquetaires, drame en 5 actes et 12 tableaux d'Alexandre Dumas et Auguste Maquet, au théâtre Sarah-Bernhardt (20 mai) : M. de Laporte[18].

## Filmographie partielle
- 1910 : Le Voile du bonheur, d'Albert Capellani
- 1910 : Fâcheuse Méprise, d'Albert Capellani
- 1910 : La Victime de Sophie / Victime de l'amour, d'Albert Capellani
- 1910 : Les Timidités de Rigadin, de Georges Monca
- 1910 : La Cigale et la Fourmi de Georges Monca
- 1910 : Rigadin est fier d'être témoin, de Georges Monca
- 1910 : Rigadin se décide à travailler, de Georges Monca
- 1910 : Rigadin va dans le grand monde, de Georges Monca
- 1910 : La Grève des forgerons de Georges Monca
- 1910 : Pour les beaux yeux de la voisine, de Georges Denola
- 1911 : La Danseuse de Siva d'Albert Capellani
- 1911 : Rigadin débute au music-hall / Rigadin au music-hall / Un début au music-hall, de Georges Monca
- 1911 : Rigadin cambrioleur, de Georges Monca
- 1911 : Rigadin, cousin du ministre / Rigadin, cousin du directeur, de Georges Monca
- 1911 : Rigadin et la doctoresse / La Doctoresse, de Georges Monca
- 1911 : Rigadin remplace le médecin de service / Rigadin médecin de service, de Georges Monca
- 1911 : Le Meilleur Ami de Rigadin, de Georges Monca
- 1911 : Rigadin, votre femme vous trompe / Votre femme vous trompe, de Georges Monca
- 1911 : Le Feu au couvent, de Gaston Benoit et Georges Monca
- 1911 : La Fille du clown, de Georges Denola
- 1911 : La Note de la blanchisseuse / Frisette, blanchisseuse de fin, de Georges Denola
- 1911 : L'Homme au grand manteau, de Georges Denola
- 1911 : Le Pot de confitures, de Georges Denola
- 1911 : Le Courrier de Lyon ou L'Attaque de la malle-poste d'Albert Capellani
- 1912 : Les Trois Mousquetaires, film en 2 parties d'André Calmettes : Grimaud